# Sui iuris
Sui iuris è una frase latina che letteralmente significa del proprio diritto. Di solito si pronuncia sui juris nell'uso civile per indicare competenze legali, la capacità di condurre i propri affari.
La parola "autonomo" è derivata dalla parola greca che corrisponde al latino sui iuris.

## Uso del termine nella Chiesa cattolica
Documenti ecclesiastici quali il Codice dei canoni delle chiese orientali applicano il termine latino sui iuris alle chiese particolari o ai riti che insieme compongono la Chiesa cattolica. Quella di gran lunga più grande tra queste comunità sui iuris o Chiese autonome è la Chiesa latina (o Rito latino). Le altre Chiese particolari sono chiamate Chiese cattoliche orientali o Riti orientali: ognuna di esse, se abbastanza grande, ha il suo Patriarca o capo della gerarchia, con autorità su tutti i vescovi di quel rito.
Lo stesso termine viene applicato anche alle "missioni sui iuris": si tratta di quelle missioni che, anche se mancano del clero sufficiente a venire istituite come prefetture apostoliche, per vari motivi vengono dotate di autonomia e non appartengono quindi ad alcuna diocesi, vicariato apostolico o prefettura apostolica. Nel 2004, esistevano undici di queste missioni. Tre nell'Atlantico: Isole Cayman, Isole Turks e Caicos, e Sant'Elena, Ascension e Tristan da Cunha. Due nel Pacifico: Funafuti (Tuvalu), e Tokelau. Sei nell'Asia Centrale: Afghanistan, Baku (Azerbaigian), Kirghizistan, Tagikistan, Turkmenistan, e Uzbekistan.
I seguenti sono alcuni esempi di uso del termine in documenti ufficiali:
()
(Byzantine Catholic Churches in America: News of the East)
(CCEO, can. 621, §2, Giovanni Paolo II Help and Support for the Christian East)
()